# Tour de Suisse féminin 2021
La 1re édition du Tour de Suisse féminin, a lieu du 5 au 6 juin 2021. La course fait partie du calendrier UCI féminin en catégorie 2.1. 
Dans la première étape, un groupe de six favorites se détache à mi-course. Dans le final, Elise Chabbey et Lizzie Deignan s'isolent à l'avant. La première remporte l'étape. Le lendemain, Lizzie Deignan remporte les bonifications des sprints intermédiaires pour passer en tête du classement général. Une échappée de neuf coureuses se dispute la victoire d'étape. Marta Bastianelli se montre la plus rapide.  Marlen Reusser complète le podium de l'épreuve. Lizzie Deignan gagne le classement par points et de la montagne. Mikayla Harvey est la meilleure jeune et Canyon-SRAM la meilleure équipe.

## Présentation

### Parcours
Lors de la première étape, le circuit, long de 38,1 km est parcouru trois fois. Il comporte une ascension longue de 1,8 km avec une pente moyenne de 7,8 %. La deuxième étape est plate. Onze tours sont effectués.

### Équipes
| UCI Women's WorldTeams (4)- Alé BTC Ljubljana - Canyon-SRAM Racing - FDJ-Nouvelle Aquitaine-Futuroscope - Trek-Segafredo Équipes féminines continentales (9)- A.R. Monex - Andy Schleck-CP NVST-Immo Losch - Aromitalia-Basso Bikes-Vaiano - Ceratizit-WNT Pro Cycling - Cogeas-Mettler-Look Pro Cycling Team - Macogep Tornatech Girondins de Bordeaux - Parkhotel Valkenburg - Stade Rochelais Charente-Maritime Women Cycling - Valcar-Travel & Service Équipe féminine continentale- Burgos Alimenta Women Cycling Sport Équipe nationale- Suisse Équipe féminines amateur (2)- BeCycling Regional Team - Velo 67 |
| |

## Étapes
| Étape     | Date   | Villes étapes           | type                      | Distance (km) | Dénivelé (m) | Vainqueur d'étape | Leader du classement général |
| --------- | ------ | ----------------------- | ------------------------- | ------------- | ------------ | ----------------- | ---------------------------- |
| 1re étape | 5 juin | Frauenfeld – Frauenfeld | étape de moyenne montagne | 115,13        | 1 367 m      | Elise Chabbey     | Elise Chabbey                |
| 2e étape  | 6 juin | Frauenfeld – Frauenfeld | étape de plaine           | 97,72         | 297 m        | Marta Bastianelli | Lizzie Deignan               |

## Déroulement de la course

### 1reétape
Dans le deuxième tour de circuit, six coureuses sortent dans la côte. On compte là : Lizzie Deignan, Elise Chabbey, Mikayla Harvey, Marlen Reusser, Jolanda Neff et Erica Magnaldi. Cette dernière est néanmoins rapidement distancée. Un groupe de poursuite part rapidement et comprend : Lucinda Brand, Tatiana Guderzo, Olga Zabelinskaya, Letizia Borghesi  et Sina Frei. Dans le dernier tour, Lizzie Deignan attaque dans la côte. Harvey la prend en chasse et provoque le regroupement. Marlen Reusser passe à l'offensive sur le plat, mais est reprise. Elise Chabbey est la suivante à tenter à quinze kilomètres de l'arrivée. Elle est suivie par Lizzie Deignan. Elles se disputent la victoire au sprint. Chabbey fait mine de lancer de loin et parvient à tromper Lizzie Deignan qui se retrouve à effectuer un sprint trop long, Chabbey la doublant sur la fin. Derrière, Marlen Reusser est sortie à trois kilomètres de l'arrivée et prend la troisième place.
| \| Classement de l'étape \| Classement de l'étape \| Classement de l'étape \| Classement de l'étape \| Classement de l'étape \| \| Coureuse \| Coureuse \| Pays \| Équipe \| Temps \| \| --------------------- \| --------------------- \| --------------------- \| ----------------------------- \| --------------------- \| \| 1re \| Elise Chabbey \| Suisse \| Canyon-SRAM Racing \| 3 h 01 min 25 s \| \| 2e \| Lizzie Deignan \| Royaume-Uni \| Trek-Segafredo \| + 0 s \| \| 3e \| Marlen Reusser \| Suisse \| Alé BTC Ljubljana \| + 24 s \| \| 4e \| Jolanda Neff \| Suisse \| Suisse \| + 32 s \| \| 5e \| Mikayla Harvey \| Nouvelle-Zélande \| Canyon-SRAM Racing \| + 37 s \| \| 6e \| Lucinda Brand \| Pays-Bas \| Trek-Segafredo \| + 4 min 22 s \| \| 7e \| Tatiana Guderzo \| Italie \| Alé BTC Ljubljana \| + 4 min 22 s \| \| 8e \| Erica Magnaldi \| Italie \| Ceratizit-WNT Pro Cycling \| + 4 min 22 s \| \| 9e \| Sina Frei \| Suisse \| Suisse \| + 4 min 22 s \| \| 10e \| Letizia Borghesi \| Italie \| Aromitalia-Basso Bikes-Vaiano \| + 4 min 22 s \| |                  |                  |                               |                 |
| |                  |                  |                               |                 |
| Source : ProCyclingStats |                  |                  |                               |                 |
| Classement de l'étape |                  |                  |                               |                 |
| Coureuse | Coureuse         | Pays             | Équipe                        | Temps           |
| 1re | Elise Chabbey    | Suisse           | Canyon-SRAM Racing            | 3 h 01 min 25 s |
| 2e | Lizzie Deignan   | Royaume-Uni      | Trek-Segafredo                | + 0 s           |
| 3e | Marlen Reusser   | Suisse           | Alé BTC Ljubljana             | + 24 s          |
| 4e | Jolanda Neff     | Suisse           | Suisse                        | + 32 s          |
| 5e | Mikayla Harvey   | Nouvelle-Zélande | Canyon-SRAM Racing            | + 37 s          |
| 6e | Lucinda Brand    | Pays-Bas         | Trek-Segafredo                | + 4 min 22 s    |
| 7e | Tatiana Guderzo  | Italie           | Alé BTC Ljubljana             | + 4 min 22 s    |
| 8e | Erica Magnaldi   | Italie           | Ceratizit-WNT Pro Cycling     | + 4 min 22 s    |
| 9e | Sina Frei        | Suisse           | Suisse                        | + 4 min 22 s    |
| 10e | Letizia Borghesi | Italie           | Aromitalia-Basso Bikes-Vaiano | + 4 min 22 s    |

| \| Classement général \| Classement général \| Classement général \| Classement général \| Classement général \| \| Coureuse \| Coureuse \| Pays \| Équipe \| Temps \| \| ------------------ \| ------------------ \| ------------------ \| ----------------------------- \| ------------------ \| \| 1re \| Elise Chabbey \| Suisse \| Canyon-SRAM Racing \| 3 h 01 min 12 s \| \| 2e \| Lizzie Deignan \| Royaume-Uni \| Trek-Segafredo \| + 4 s \| \| 3e \| Marlen Reusser \| Suisse \| Alé BTC Ljubljana \| + 33 s \| \| 4e \| Jolanda Neff \| Suisse \| Suisse \| + 43 s \| \| 5e \| Mikayla Harvey \| Nouvelle-Zélande \| Canyon-SRAM Racing \| + 50 s \| \| 6e \| Lucinda Brand \| Pays-Bas \| Trek-Segafredo \| + 4 min 33 s \| \| 7e \| Tatiana Guderzo \| Italie \| Alé BTC Ljubljana \| + 4 min 35 s \| \| 8e \| Erica Magnaldi \| Italie \| Ceratizit-WNT Pro Cycling \| + 4 min 35 s \| \| 9e \| Sina Frei \| Suisse \| Suisse \| + 4 min 35 s \| \| 10e \| Letizia Borghesi \| Italie \| Aromitalia-Basso Bikes-Vaiano \| + 4 min 35 s \| |                  |                  |                               |                 |
| |                  |                  |                               |                 |
| Source : ProCyclingStats |                  |                  |                               |                 |
| Classement général |                  |                  |                               |                 |
| Coureuse | Coureuse         | Pays             | Équipe                        | Temps           |
| 1re | Elise Chabbey    | Suisse           | Canyon-SRAM Racing            | 3 h 01 min 12 s |
| 2e | Lizzie Deignan   | Royaume-Uni      | Trek-Segafredo                | + 4 s           |
| 3e | Marlen Reusser   | Suisse           | Alé BTC Ljubljana             | + 33 s          |
| 4e | Jolanda Neff     | Suisse           | Suisse                        | + 43 s          |
| 5e | Mikayla Harvey   | Nouvelle-Zélande | Canyon-SRAM Racing            | + 50 s          |
| 6e | Lucinda Brand    | Pays-Bas         | Trek-Segafredo                | + 4 min 33 s    |
| 7e | Tatiana Guderzo  | Italie           | Alé BTC Ljubljana             | + 4 min 35 s    |
| 8e | Erica Magnaldi   | Italie           | Ceratizit-WNT Pro Cycling     | + 4 min 35 s    |
| 9e | Sina Frei        | Suisse           | Suisse                        | + 4 min 35 s    |
| 10e | Letizia Borghesi | Italie           | Aromitalia-Basso Bikes-Vaiano | + 4 min 35 s    |

### 2eétape
Compte tenu du faible écart entre les deux premières du classement général, les trois sprints intermédiaires et leurs trois secondes de bonifications sont décisifs. La formation Trek-Segafredo contrôle donc la course. Le premier sprint est remporté par Lizzie Deignan. Elle est seconde du deuxième ce qui la place en tête du classement général. À vingt-neuf kilomètres de l'arrivée, Eugénie Duval attaque. Katia Ragusa  la rejoint. Elles sont reprises dans l'avant-dernier tour. À vingt kilomètres de l'arrivée, un groupe de neuf coureuses sort : Lara Vieceli, Eugénie Duval, Nina Buysman, Linda Indergand, Tereza Neumanová, Marta Bastianelli, Hannah Barnes et Alice Maria Arzuffi. Leur avance culmine à trente secondes. Derrière, Elise Chabbey tente de revenir, mais elle est marquée par Audrey Cordon-Ragot. Katia Ragusa fait par contre la jonction. Tereza Neumanová lance le sprint, mais est remontée par Marta Bastianelli.
| \| Classement de l'étape \| Classement de l'étape \| Classement de l'étape \| Classement de l'étape \| Classement de l'étape \| \| Coureuse \| Coureuse \| Pays \| Équipe \| Temps \| \| --------------------- \| --------------------- \| --------------------- \| ---------------------------------- \| --------------------- \| \| 1re \| Marta Bastianelli \| Italie \| Alé BTC Ljubljana \| 2 h 13 min 31 s \| \| 2e \| Tereza Neumanová \| Tchéquie \| Centre mondial du cyclisme \| + 0 s \| \| 3e \| Hannah Barnes \| Royaume-Uni \| Canyon-SRAM Racing \| + 0 s \| \| 4e \| Linda Indergand \| Suisse \| Suisse \| + 0 s \| \| 5e \| Eugénie Duval \| France \| FDJ-Nouvelle Aquitaine-Futuroscope \| + 0 s \| \| 6e \| Lara Vieceli \| Italie \| Ceratizit-WNT Pro Cycling \| + 0 s \| \| 7e \| Nina Buysman \| Pays-Bas \| Parkhotel Valkenburg \| + 0 s \| \| 8e \| Katia Ragusa \| Italie \| A.R. Monex Women's \| + 0 s \| \| 9e \| Alice Maria Arzuffi \| Italie \| Valcar-Travel & Service \| + 0 s \| \| 10e \| Clara Copponi \| France \| FDJ-Nouvelle Aquitaine-Futuroscope \| + 6 s \| |                     |             |                                    |                 |
| |                     |             |                                    |                 |
| Source : ProCyclingStats |                     |             |                                    |                 |
| Classement de l'étape |                     |             |                                    |                 |
| Coureuse | Coureuse            | Pays        | Équipe                             | Temps           |
| 1re | Marta Bastianelli   | Italie      | Alé BTC Ljubljana                  | 2 h 13 min 31 s |
| 2e | Tereza Neumanová    | Tchéquie    | Centre mondial du cyclisme         | + 0 s           |
| 3e | Hannah Barnes       | Royaume-Uni | Canyon-SRAM Racing                 | + 0 s           |
| 4e | Linda Indergand     | Suisse      | Suisse                             | + 0 s           |
| 5e | Eugénie Duval       | France      | FDJ-Nouvelle Aquitaine-Futuroscope | + 0 s           |
| 6e | Lara Vieceli        | Italie      | Ceratizit-WNT Pro Cycling          | + 0 s           |
| 7e | Nina Buysman        | Pays-Bas    | Parkhotel Valkenburg               | + 0 s           |
| 8e | Katia Ragusa        | Italie      | A.R. Monex Women's                 | + 0 s           |
| 9e | Alice Maria Arzuffi | Italie      | Valcar-Travel & Service            | + 0 s           |
| 10e | Clara Copponi       | France      | FDJ-Nouvelle Aquitaine-Futuroscope | + 6 s           |

## Classements finals

### Classement général final
| \| Classement général \| Classement général \| Classement général \| Classement général \| Classement général \| \| Coureuse \| Coureuse \| Pays \| Équipe \| Temps \| \| ------------------ \| ------------------ \| ------------------ \| ----------------------------- \| ------------------ \| \| 1re \| Lizzie Deignan \| Royaume-Uni \| Trek-Segafredo \| 5 h 14 min 48 s \| \| 2e \| Elise Chabbey \| Suisse \| Canyon-SRAM Racing \| + 1 s \| \| 3e \| Marlen Reusser \| Suisse \| Alé BTC Ljubljana \| + 34 s \| \| 4e \| Jolanda Neff \| Suisse \| Suisse \| + 44 s \| \| 5e \| Mikayla Harvey \| Nouvelle-Zélande \| Canyon-SRAM Racing \| + 51 s \| \| 6e \| Lucinda Brand \| Pays-Bas \| Trek-Segafredo \| + 4 min 31 s \| \| 7e \| Letizia Borghesi \| Italie \| Aromitalia-Basso Bikes-Vaiano \| + 4 min 36 s \| \| 8e \| Tatiana Guderzo \| Italie \| Alé BTC Ljubljana \| + 4 min 36 s \| \| 9e \| Erica Magnaldi \| Italie \| Ceratizit-WNT Pro Cycling \| + 4 min 36 s \| \| 10e \| Sina Frei \| Suisse \| Suisse \| + 4 min 36 s \| |                  |                  |                               |                 |
| |                  |                  |                               |                 |
| Source : ProCyclingStats |                  |                  |                               |                 |
| Classement général |                  |                  |                               |                 |
| Coureuse | Coureuse         | Pays             | Équipe                        | Temps           |
| 1re | Lizzie Deignan   | Royaume-Uni      | Trek-Segafredo                | 5 h 14 min 48 s |
| 2e | Elise Chabbey    | Suisse           | Canyon-SRAM Racing            | + 1 s           |
| 3e | Marlen Reusser   | Suisse           | Alé BTC Ljubljana             | + 34 s          |
| 4e | Jolanda Neff     | Suisse           | Suisse                        | + 44 s          |
| 5e | Mikayla Harvey   | Nouvelle-Zélande | Canyon-SRAM Racing            | + 51 s          |
| 6e | Lucinda Brand    | Pays-Bas         | Trek-Segafredo                | + 4 min 31 s    |
| 7e | Letizia Borghesi | Italie           | Aromitalia-Basso Bikes-Vaiano | + 4 min 36 s    |
| 8e | Tatiana Guderzo  | Italie           | Alé BTC Ljubljana             | + 4 min 36 s    |
| 9e | Erica Magnaldi   | Italie           | Ceratizit-WNT Pro Cycling     | + 4 min 36 s    |
| 10e | Sina Frei        | Suisse           | Suisse                        | + 4 min 36 s    |

### Points UCI
| Position           | 1er | 2e | 3e | 4e | 5e | 6e | 7e | 8e | 9e | 10e | 11e | 12e | 13e à 15e | 16e à 25e |
| Classement général | 125 | 85 | 70 | 60 | 50 | 40 | 35 | 30 | 25 | 20  | 15  | 10  | 5         | 3         |
| Par étape          | 16  | 12 | 8  | 6  | 5  | 4  | 3  | 2  |    |     |     |     |           |           |
| Leader, par étape  | 3   |    |    |    |    |    |    |    |    |     |     |     |           |           |

### Classements annexes
| Classement par points | Classement par points | Classement par points | Classement par points      | Classement par points |
| Coureuse              | Coureuse              | Pays                  | Équipe                     | Points                |
| --------------------- | --------------------- | --------------------- | -------------------------- | --------------------- |
| 1re                   | Lizzie Deignan        | Royaume-Uni           | Trek-Segafredo             | 18 pts                |
| 2e                    | Elise Chabbey         | Suisse                | Canyon-SRAM Racing         | 15 pts                |
| 3e                    | Marta Bastianelli     | Italie                | Alé BTC Ljubljana          | 12 pts                |
| 4e                    | Tereza Neumanová      | Tchéquie              | Centre mondial du cyclisme | 12 pts                |
| 5e                    | Alexis Magner         | États-Unis            | Canyon-SRAM Racing         | 9 pts                 |
| 6e                    | Marlen Reusser        | Suisse                | Alé BTC Ljubljana          | 6 pts                 |
| 7e                    | Jolanda Neff          | Suisse                |                            | 6 pts                 |
| 8e                    | Hannah Barnes         | Royaume-Uni           | Canyon-SRAM Racing         | 6 pts                 |
| 9e                    | Linda Indergand       | Suisse                |                            | 6 pts                 |
| 10e                   | Lucinda Brand         | Pays-Bas              | Trek-Segafredo             | 5 pts                 |

| Classement par points | Classement par points | Classement par points | Classement par points      | Classement par points |
| Coureuse              | Coureuse              | Pays                  | Équipe                     | Points                |
| --------------------- | --------------------- | --------------------- | -------------------------- | --------------------- |
| 1re                   | Lizzie Deignan        | Royaume-Uni           | Trek-Segafredo             | 18 pts                |
| 2e                    | Elise Chabbey         | Suisse                | Canyon-SRAM Racing         | 15 pts                |
| 3e                    | Marta Bastianelli     | Italie                | Alé BTC Ljubljana          | 12 pts                |
| 4e                    | Tereza Neumanová      | Tchéquie              | Centre mondial du cyclisme | 12 pts                |
| 5e                    | Alexis Magner         | États-Unis            | Canyon-SRAM Racing         | 9 pts                 |
| 6e                    | Marlen Reusser        | Suisse                | Alé BTC Ljubljana          | 6 pts                 |
| 7e                    | Jolanda Neff          | Suisse                |                            | 6 pts                 |
| 8e                    | Hannah Barnes         | Royaume-Uni           | Canyon-SRAM Racing         | 6 pts                 |
| 9e                    | Linda Indergand       | Suisse                |                            | 6 pts                 |
| 10e                   | Lucinda Brand         | Pays-Bas              | Trek-Segafredo             | 5 pts                 |

| Classement de la montagne | Classement de la montagne | Classement de la montagne | Classement de la montagne | Classement de la montagne |
| Coureuse                  | Coureuse                  | Pays                      | Équipe                    | Points                    |
| ------------------------- | ------------------------- | ------------------------- | ------------------------- | ------------------------- |
| 1re                       | Lizzie Deignan            | Royaume-Uni               | Trek-Segafredo            | 5 pts                     |
| 2e                        | Erica Magnaldi            | Italie                    | Ceratizit-WNT Pro Cycling | 5 pts                     |
| 3e                        | Sina Frei                 | Suisse                    |                           | 3 pts                     |
| 4e                        | Mikayla Harvey            | Nouvelle-Zélande          | Canyon-SRAM Racing        | 2 pts                     |
| 5e                        | Marlen Reusser            | Suisse                    | Alé BTC Ljubljana         | 1 pt                      |
| 6e                        | Jolanda Neff              | Suisse                    |                           | 1 pt                      |
| 7e                        | Alessandra Keller         | Suisse                    |                           | 1 pt                      |

| Classement de la montagne | Classement de la montagne | Classement de la montagne | Classement de la montagne | Classement de la montagne |
| Coureuse                  | Coureuse                  | Pays                      | Équipe                    | Points                    |
| ------------------------- | ------------------------- | ------------------------- | ------------------------- | ------------------------- |
| 1re                       | Lizzie Deignan            | Royaume-Uni               | Trek-Segafredo            | 5 pts                     |
| 2e                        | Erica Magnaldi            | Italie                    | Ceratizit-WNT Pro Cycling | 5 pts                     |
| 3e                        | Sina Frei                 | Suisse                    |                           | 3 pts                     |
| 4e                        | Mikayla Harvey            | Nouvelle-Zélande          | Canyon-SRAM Racing        | 2 pts                     |
| 5e                        | Marlen Reusser            | Suisse                    | Alé BTC Ljubljana         | 1 pt                      |
| 6e                        | Jolanda Neff              | Suisse                    |                           | 1 pt                      |
| 7e                        | Alessandra Keller         | Suisse                    |                           | 1 pt                      |

| Classement du meilleur jeune | Classement du meilleur jeune | Classement du meilleur jeune | Classement du meilleur jeune       | Classement du meilleur jeune |
| Coureuse                     | Coureuse                     | Pays                         | Équipe                             | Temps                        |
| ---------------------------- | ---------------------------- | ---------------------------- | ---------------------------------- | ---------------------------- |
| 1re                          | Mikayla Harvey               | Nouvelle-Zélande             | Canyon-SRAM Racing                 | 5 h 15 min 39 s              |
| 2e                           | Letizia Borghesi             | Italie                       | Aromitalia-Basso Bikes-Vaiano      | + 3 min 45 s                 |
| 3e                           | Sina Frei                    | Suisse                       | Suisse                             | + 3 min 45 s                 |
| 4e                           | Tereza Neumanová             | Tchéquie                     | Centre mondial du cyclisme         | + 5 min 34 s                 |
| 5e                           | Nina Buysman                 | Pays-Bas                     | Parkhotel Valkenburg               | + 5 min 41 s                 |
| 6e                           | Katia Ragusa                 | Italie                       | A.R. Monex Women's                 | + 5 min 43 s                 |
| 7e                           | Eleonora Gasparrini          | Italie                       | Valcar-Travel & Service            | + 5 min 49 s                 |
| 8e                           | Marie Le Net                 | France                       | FDJ-Nouvelle Aquitaine-Futuroscope | + 5 min 49 s                 |
| 9e                           | Noemi Rüegg                  | Suisse                       | Stade Rochelais Charente-Maritime  | + 5 min 49 s                 |
| 10e                          | Nicole Koller                | Suisse                       | Suisse                             | + 5 min 49 s                 |

| Classement du meilleur jeune | Classement du meilleur jeune | Classement du meilleur jeune | Classement du meilleur jeune       | Classement du meilleur jeune |
| Coureuse                     | Coureuse                     | Pays                         | Équipe                             | Temps                        |
| ---------------------------- | ---------------------------- | ---------------------------- | ---------------------------------- | ---------------------------- |
| 1re                          | Mikayla Harvey               | Nouvelle-Zélande             | Canyon-SRAM Racing                 | 5 h 15 min 39 s              |
| 2e                           | Letizia Borghesi             | Italie                       | Aromitalia-Basso Bikes-Vaiano      | + 3 min 45 s                 |
| 3e                           | Sina Frei                    | Suisse                       | Suisse                             | + 3 min 45 s                 |
| 4e                           | Tereza Neumanová             | Tchéquie                     | Centre mondial du cyclisme         | + 5 min 34 s                 |
| 5e                           | Nina Buysman                 | Pays-Bas                     | Parkhotel Valkenburg               | + 5 min 41 s                 |
| 6e                           | Katia Ragusa                 | Italie                       | A.R. Monex Women's                 | + 5 min 43 s                 |
| 7e                           | Eleonora Gasparrini          | Italie                       | Valcar-Travel & Service            | + 5 min 49 s                 |
| 8e                           | Marie Le Net                 | France                       | FDJ-Nouvelle Aquitaine-Futuroscope | + 5 min 49 s                 |
| 9e                           | Noemi Rüegg                  | Suisse                       | Stade Rochelais Charente-Maritime  | + 5 min 49 s                 |
| 10e                          | Nicole Koller                | Suisse                       | Suisse                             | + 5 min 49 s                 |

## Évolution des classements
| Étape              |                           | Vainqueur _       | Classement général | Classement par points _ | Meilleure grimpeuse _ | Meilleure jeune _ | Meilleure équipe _ |
| ------------------ | ------------------------- | ----------------- | ------------------ | ----------------------- | --------------------- | ----------------- | ------------------ |
| 1re étape          | étape de moyenne montagne | Elise Chabbey     | Elise Chabbey      | Elise Chabbey           | Lizzie Deignan        | Mikayla Harvey    | Canyon-SRAM Racing |
| 2e étape           | étape de plaine           | Marta Bastianelli | Lizzie Deignan     | Lizzie Deignan          | Lizzie Deignan        | Mikayla Harvey    | Canyon-SRAM Racing |
| Classements finals | Classements finals        |                   | Lizzie Deignan     | Lizzie Deignan          | Lizzie Deignan        | Mikayla Harvey    | Canyon-SRAM Racing |

## Liste des participantes
| Trek-Segafredo TFS | Trek-Segafredo TFS                | Trek-Segafredo TFS |
| ------------------ | --------------------------------- | ------------------ |
| Num                | Coureuse                          | Pos                |
| 1                  | Lizzie Deignan (GBR)              | 1re                |
| 2                  | Lucinda Brand (NED)               | 6e                 |
| 3                  | Audrey Cordon-Ragot (FRA) (route) | 36e                |
| 4                  | Elynor Bäckstedt (GBR)            | 72e                |
| 5                  | Letizia Paternoster (ITA)         | 58e                |
| 6                  | Trixi Worrack (GER)               | 50e                |

| Canyon-SRAM Racing CSR | Canyon-SRAM Racing CSR      | Canyon-SRAM Racing CSR |
| ---------------------- | --------------------------- | ---------------------- |
| Num                    | Coureuse                    | Pos                    |
| 11                     | Elise Chabbey (SUI) (route) | 2e                     |
| 12                     | Hannah Barnes (GBR)         | 14e                    |
| 13                     | Ella Harris (NZL)           | 40e                    |
| 14                     | Mikayla Harvey (NZL)        | 5e                     |
| 15                     | Hannah Ludwig (GER)         | 35e                    |
| 16                     | Alexis Magner (USA)         | 18e                    |

| FDJ-Nouvelle Aquitaine-Futuroscope FDJ | FDJ-Nouvelle Aquitaine-Futuroscope FDJ | FDJ-Nouvelle Aquitaine-Futuroscope FDJ |
| -------------------------------------- | -------------------------------------- | -------------------------------------- |
| Num                                    | Coureuse                               | Pos                                    |
| 21                                     | Stine Borgli (NOR)                     | 34e                                    |
| 22                                     | Eugénie Duval (FRA)                    | 17e                                    |
| 23                                     | Clara Copponi (FRA)                    | 56e                                    |
| 24                                     | Victorie Guilman (FRA)                 | 42e                                    |
| 25                                     | Marie Le Net (FRA)                     | 24e                                    |
| 26                                     | Jade Wiel (FRA)                        | 60e                                    |

| Ceratizit-WNT Pro Cycling WNT | Ceratizit-WNT Pro Cycling WNT   | Ceratizit-WNT Pro Cycling WNT |
| ----------------------------- | ------------------------------- | ----------------------------- |
| Num                           | Coureuse                        | Pos                           |
| 31                            | Laura Asencio (FRA)             | 32e                           |
| 32                            | Franziska Brauße (GER)          | 59e                           |
| 33                            | Maria Giulia Confalonieri (ITA) | 21e                           |
| 34                            | Sarah Rijkes (AUT)              | 66e                           |
| 35                            | Erica Magnaldi (ITA)            | 9e                            |
| 36                            | Lara Vieceli (ITA)              | 54e                           |

| Alé BTC Ljubljana ALE | Alé BTC Ljubljana ALE   | Alé BTC Ljubljana ALE |
| --------------------- | ----------------------- | --------------------- |
| Num                   | Coureuse                | Pos                   |
| 41                    | Marlen Reusser (SUI)    | 3e                    |
| 42                    | Tatiana Guderzo (ITA)   | 8e                    |
| 43                    | Alessia Patuelli (ITA)  | AB-2                  |
| 44                    | Marta Bastianelli (ITA) | 12e                   |
| 45                    | Anna Trevisi (ITA)      | 25e                   |

| Valcar-Travel & Service VAL | Valcar-Travel & Service VAL | Valcar-Travel & Service VAL |
| --------------------------- | --------------------------- | --------------------------- |
| Num                         | Coureuse                    | Pos                         |
| 51                          | Martina Alzini (ITA)        | 55e                         |
| 52                          | Alice Maria Arzuffi (ITA)   | 20e                         |
| 53                          | Eleonora Gasparrini (ITA)   | 22e                         |
| 54                          | Barbara Malcotti (ITA)      | 48e                         |
| 55                          | Federica Piergiovanni (ITA) | 44e                         |
| 56                          | Elena Pirrone (ITA)         | 45e                         |

| A.R. Monex Women's ASA | A.R. Monex Women's ASA        | A.R. Monex Women's ASA |
| ---------------------- | ----------------------------- | ---------------------- |
| Num                    | Coureuse                      | Pos                    |
| 62                     | Ariadna Gutiérrez (MEX)       | 43e                    |
| 63                     | Katia Ragusa (ITA)            | 19e                    |
| 65                     | Maria Vittoria Sperotto (ITA) | 68e                    |
| 66                     | Jade Teolis (FRA)             | AB-2                   |

| Parkhotel Valkenburg PHV | Parkhotel Valkenburg PHV | Parkhotel Valkenburg PHV |
| ------------------------ | ------------------------ | ------------------------ |
| Num                      | Coureuse                 | Pos                      |
| 71                       | Nina Buysman (NED)       | 15e                      |
| 72                       | Belle De Gast (NED)      | 61e                      |
| 73                       | Femke Gerritse (NED)     | 47e                      |
| 74                       | Pien Limpens (NED)       | 39e                      |
| 75                       | Marit Raaijmakers (NED)  | 37e                      |
| 76                       | Julia van Bokhoven (NED) | 64e                      |

| Stade Rochelais Charente-Maritime CMW | Stade Rochelais Charente-Maritime CMW | Stade Rochelais Charente-Maritime CMW |
| ------------------------------------- | ------------------------------------- | ------------------------------------- |
| Num                                   | Coureuse                              | Pos                                   |
| 81                                    | Noémie Abgrall (FRA)                  | AB-2                                  |
| 82                                    | Coralie Demay (FRA)                   | 53e                                   |
| 83                                    | Séverine Eraud (FRA)                  | AB-1                                  |
| 85                                    | Melanie Maurer (SUI)                  | NP-2                                  |
| 86                                    | Noemi Rüegg (SUI)                     | 28e                                   |

| Cogeas-Mettler-Look Pro Cycling Team CGS | Cogeas-Mettler-Look Pro Cycling Team CGS | Cogeas-Mettler-Look Pro Cycling Team CGS |
| ---------------------------------------- | ---------------------------------------- | ---------------------------------------- |
| Num                                      | Coureuse                                 | Pos                                      |
| 91                                       | Hannah Buch (GER)                        | 70e                                      |
| 92                                       | Tamara Dronova (RUS)                     | 23e                                      |
| 93                                       | Aigul Gareeva (RUS)                      | 52e                                      |
| 94                                       | Thalea Mäder (GER)                       | AB-1                                     |
| 96                                       | Olga Zabelinskaïa (UZB)                  | 11e                                      |

| Centre mondial du cyclisme WCC | Centre mondial du cyclisme WCC | Centre mondial du cyclisme WCC |
| ------------------------------ | ------------------------------ | ------------------------------ |
| Num                            | Coureuse                       | Pos                            |
| 101                            | Ántri Christofórou (CYP)       | AB-2                           |
| 102                            | Nicole Hanselmann (SUI)        | 65e                            |
| 103                            | Małgorzata Jasińska (POL)      | 46e                            |
| 104                            | Tereza Neumanová (CZE)         | 13e                            |
| 105                            | Luciana Roland (ARG)           | AB-1                           |
| 106                            | Alessia Vigilia (ITA)          | 63e                            |

| Andy Schleck-CP NVST-Immo Losch ASC | Andy Schleck-CP NVST-Immo Losch ASC | Andy Schleck-CP NVST-Immo Losch ASC |
| ----------------------------------- | ----------------------------------- | ----------------------------------- |
| Num                                 | Coureuse                            | Pos                                 |
| 111                                 | Michelle Andres (SUI)               | 74e                                 |
| 112                                 | Fabienne Buri (SUI)                 | AB-2                                |
| 113                                 | Georgia Danford (AUS)               | AB-2                                |
| 114                                 | Désirée Ehrler (SUI)                | AB-2                                |
| 115                                 | Léna Mettraux (SUI)                 | 57e                                 |
| 116                                 | Sandra Weiss (SUI)                  | AB-2                                |

| Aromitalia-Basso Bikes-Vaiano VAI | Aromitalia-Basso Bikes-Vaiano VAI | Aromitalia-Basso Bikes-Vaiano VAI |
| --------------------------------- | --------------------------------- | --------------------------------- |
| Num                               | Coureuse                          | Pos                               |
| 121                               | Letizia Borghesi (ITA)            | 7e                                |
| 122                               | Inga Čilvinaitė (LTU)             | 41e                               |
| 123                               | Rasa Leleivytė (LTU)              | 26e                               |
| 124                               | Giulia Marchesini (ITA)           | AB-2                              |
| 125                               | Valentina Scandolara (ITA)        | AB-2                              |
| 126                               | Gemma Sernissi (ITA)              | AB-2                              |

| Macogep Tornatech MTG | Macogep Tornatech MTG   | Macogep Tornatech MTG |
| --------------------- | ----------------------- | --------------------- |
| Num                   | Coureuse                | Pos                   |
| 131                   | Luce Bourbeau (CAN)     | AB-2                  |
| 132                   | Morgane Coston (FRA)    | AB-2                  |
| 133                   | Kerry Jonker (RSA)      | 67e                   |
| 135                   | Callie Swan (CAN)       | AB-1                  |
| 136                   | Balladyne Tritsch (FRA) | AB-2                  |

| Suisse SUI | Suisse SUI        | Suisse SUI |
| ---------- | ----------------- | ---------- |
| Num        | Coureuse          | Pos        |
| 141        | Linda Indergand   | 16e        |
| 142        | Sina Frei         | 10e        |
| 143        | Caroline Baur     | 27e        |
| 144        | Alessandra Keller | 38e        |
| 145        | Jolanda Neff      | 4e         |
| 146        | Aline Seitz       | 62e        |

| BeCycling Regional Team ___ | BeCycling Regional Team ___ | BeCycling Regional Team ___ |
| --------------------------- | --------------------------- | --------------------------- |
| Num                         | Coureuse                    | Pos                         |
| 151                         | Ronja Blöchlinger (SUI)     | 51e                         |
| 152                         | Nicole Koller (SUI)         | 30e                         |
| 153                         | Lara Krähemann (SUI)        | 31e                         |
| 154                         | Annika Liehner (SUI)        | 49e                         |
| 155                         | Andrea Waldis (SUI)         | 29e                         |
| 156                         | Linda Zanetti (SUI)         | 33e                         |

| Velo 67 ___ | Velo 67 ___            | Velo 67 ___ |
| ----------- | ---------------------- | ----------- |
| Num         | Coureuse               | Pos         |
| 161         | Jutta Stienen (SUI)    | 73e         |
| 162         | Judith Gerber (SUI)    | 75e         |
| 163         | Michelle Schätti (SUI) | AB-1        |
| 164         | Daniela Schwarz (SUI)  | 69e         |
| 165         | Michelle Stark (SUI)   | 71e         |
| 166         | Aglaia Forrer (SUI)    | AB-2        |

| Trek-Segafredo TFS | Trek-Segafredo TFS                | Trek-Segafredo TFS |
| ------------------ | --------------------------------- | ------------------ |
| Num                | Coureuse                          | Pos                |
| 1                  | Lizzie Deignan (GBR)              | 1re                |
| 2                  | Lucinda Brand (NED)               | 6e                 |
| 3                  | Audrey Cordon-Ragot (FRA) (route) | 36e                |
| 4                  | Elynor Bäckstedt (GBR)            | 72e                |
| 5                  | Letizia Paternoster (ITA)         | 58e                |
| 6                  | Trixi Worrack (GER)               | 50e                |

| Canyon-SRAM Racing CSR | Canyon-SRAM Racing CSR      | Canyon-SRAM Racing CSR |
| ---------------------- | --------------------------- | ---------------------- |
| Num                    | Coureuse                    | Pos                    |
| 11                     | Elise Chabbey (SUI) (route) | 2e                     |
| 12                     | Hannah Barnes (GBR)         | 14e                    |
| 13                     | Ella Harris (NZL)           | 40e                    |
| 14                     | Mikayla Harvey (NZL)        | 5e                     |
| 15                     | Hannah Ludwig (GER)         | 35e                    |
| 16                     | Alexis Magner (USA)         | 18e                    |

| FDJ-Nouvelle Aquitaine-Futuroscope FDJ | FDJ-Nouvelle Aquitaine-Futuroscope FDJ | FDJ-Nouvelle Aquitaine-Futuroscope FDJ |
| -------------------------------------- | -------------------------------------- | -------------------------------------- |
| Num                                    | Coureuse                               | Pos                                    |
| 21                                     | Stine Borgli (NOR)                     | 34e                                    |
| 22                                     | Eugénie Duval (FRA)                    | 17e                                    |
| 23                                     | Clara Copponi (FRA)                    | 56e                                    |
| 24                                     | Victorie Guilman (FRA)                 | 42e                                    |
| 25                                     | Marie Le Net (FRA)                     | 24e                                    |
| 26                                     | Jade Wiel (FRA)                        | 60e                                    |

| Ceratizit-WNT Pro Cycling WNT | Ceratizit-WNT Pro Cycling WNT   | Ceratizit-WNT Pro Cycling WNT |
| ----------------------------- | ------------------------------- | ----------------------------- |
| Num                           | Coureuse                        | Pos                           |
| 31                            | Laura Asencio (FRA)             | 32e                           |
| 32                            | Franziska Brauße (GER)          | 59e                           |
| 33                            | Maria Giulia Confalonieri (ITA) | 21e                           |
| 34                            | Sarah Rijkes (AUT)              | 66e                           |
| 35                            | Erica Magnaldi (ITA)            | 9e                            |
| 36                            | Lara Vieceli (ITA)              | 54e                           |

| Alé BTC Ljubljana ALE | Alé BTC Ljubljana ALE   | Alé BTC Ljubljana ALE |
| --------------------- | ----------------------- | --------------------- |
| Num                   | Coureuse                | Pos                   |
| 41                    | Marlen Reusser (SUI)    | 3e                    |
| 42                    | Tatiana Guderzo (ITA)   | 8e                    |
| 43                    | Alessia Patuelli (ITA)  | AB-2                  |
| 44                    | Marta Bastianelli (ITA) | 12e                   |
| 45                    | Anna Trevisi (ITA)      | 25e                   |

| Valcar-Travel & Service VAL | Valcar-Travel & Service VAL | Valcar-Travel & Service VAL |
| --------------------------- | --------------------------- | --------------------------- |
| Num                         | Coureuse                    | Pos                         |
| 51                          | Martina Alzini (ITA)        | 55e                         |
| 52                          | Alice Maria Arzuffi (ITA)   | 20e                         |
| 53                          | Eleonora Gasparrini (ITA)   | 22e                         |
| 54                          | Barbara Malcotti (ITA)      | 48e                         |
| 55                          | Federica Piergiovanni (ITA) | 44e                         |
| 56                          | Elena Pirrone (ITA)         | 45e                         |

| A.R. Monex Women's ASA | A.R. Monex Women's ASA        | A.R. Monex Women's ASA |
| ---------------------- | ----------------------------- | ---------------------- |
| Num                    | Coureuse                      | Pos                    |
| 62                     | Ariadna Gutiérrez (MEX)       | 43e                    |
| 63                     | Katia Ragusa (ITA)            | 19e                    |
| 65                     | Maria Vittoria Sperotto (ITA) | 68e                    |
| 66                     | Jade Teolis (FRA)             | AB-2                   |

| Parkhotel Valkenburg PHV | Parkhotel Valkenburg PHV | Parkhotel Valkenburg PHV |
| ------------------------ | ------------------------ | ------------------------ |
| Num                      | Coureuse                 | Pos                      |
| 71                       | Nina Buysman (NED)       | 15e                      |
| 72                       | Belle De Gast (NED)      | 61e                      |
| 73                       | Femke Gerritse (NED)     | 47e                      |
| 74                       | Pien Limpens (NED)       | 39e                      |
| 75                       | Marit Raaijmakers (NED)  | 37e                      |
| 76                       | Julia van Bokhoven (NED) | 64e                      |

| Stade Rochelais Charente-Maritime CMW | Stade Rochelais Charente-Maritime CMW | Stade Rochelais Charente-Maritime CMW |
| ------------------------------------- | ------------------------------------- | ------------------------------------- |
| Num                                   | Coureuse                              | Pos                                   |
| 81                                    | Noémie Abgrall (FRA)                  | AB-2                                  |
| 82                                    | Coralie Demay (FRA)                   | 53e                                   |
| 83                                    | Séverine Eraud (FRA)                  | AB-1                                  |
| 85                                    | Melanie Maurer (SUI)                  | NP-2                                  |
| 86                                    | Noemi Rüegg (SUI)                     | 28e                                   |

| Cogeas-Mettler-Look Pro Cycling Team CGS | Cogeas-Mettler-Look Pro Cycling Team CGS | Cogeas-Mettler-Look Pro Cycling Team CGS |
| ---------------------------------------- | ---------------------------------------- | ---------------------------------------- |
| Num                                      | Coureuse                                 | Pos                                      |
| 91                                       | Hannah Buch (GER)                        | 70e                                      |
| 92                                       | Tamara Dronova (RUS)                     | 23e                                      |
| 93                                       | Aigul Gareeva (RUS)                      | 52e                                      |
| 94                                       | Thalea Mäder (GER)                       | AB-1                                     |
| 96                                       | Olga Zabelinskaïa (UZB)                  | 11e                                      |

| Centre mondial du cyclisme WCC | Centre mondial du cyclisme WCC | Centre mondial du cyclisme WCC |
| ------------------------------ | ------------------------------ | ------------------------------ |
| Num                            | Coureuse                       | Pos                            |
| 101                            | Ántri Christofórou (CYP)       | AB-2                           |
| 102                            | Nicole Hanselmann (SUI)        | 65e                            |
| 103                            | Małgorzata Jasińska (POL)      | 46e                            |
| 104                            | Tereza Neumanová (CZE)         | 13e                            |
| 105                            | Luciana Roland (ARG)           | AB-1                           |
| 106                            | Alessia Vigilia (ITA)          | 63e                            |

| Andy Schleck-CP NVST-Immo Losch ASC | Andy Schleck-CP NVST-Immo Losch ASC | Andy Schleck-CP NVST-Immo Losch ASC |
| ----------------------------------- | ----------------------------------- | ----------------------------------- |
| Num                                 | Coureuse                            | Pos                                 |
| 111                                 | Michelle Andres (SUI)               | 74e                                 |
| 112                                 | Fabienne Buri (SUI)                 | AB-2                                |
| 113                                 | Georgia Danford (AUS)               | AB-2                                |
| 114                                 | Désirée Ehrler (SUI)                | AB-2                                |
| 115                                 | Léna Mettraux (SUI)                 | 57e                                 |
| 116                                 | Sandra Weiss (SUI)                  | AB-2                                |

| Aromitalia-Basso Bikes-Vaiano VAI | Aromitalia-Basso Bikes-Vaiano VAI | Aromitalia-Basso Bikes-Vaiano VAI |
| --------------------------------- | --------------------------------- | --------------------------------- |
| Num                               | Coureuse                          | Pos                               |
| 121                               | Letizia Borghesi (ITA)            | 7e                                |
| 122                               | Inga Čilvinaitė (LTU)             | 41e                               |
| 123                               | Rasa Leleivytė (LTU)              | 26e                               |
| 124                               | Giulia Marchesini (ITA)           | AB-2                              |
| 125                               | Valentina Scandolara (ITA)        | AB-2                              |
| 126                               | Gemma Sernissi (ITA)              | AB-2                              |

| Macogep Tornatech MTG | Macogep Tornatech MTG   | Macogep Tornatech MTG |
| --------------------- | ----------------------- | --------------------- |
| Num                   | Coureuse                | Pos                   |
| 131                   | Luce Bourbeau (CAN)     | AB-2                  |
| 132                   | Morgane Coston (FRA)    | AB-2                  |
| 133                   | Kerry Jonker (RSA)      | 67e                   |
| 135                   | Callie Swan (CAN)       | AB-1                  |
| 136                   | Balladyne Tritsch (FRA) | AB-2                  |

| Suisse SUI | Suisse SUI        | Suisse SUI |
| ---------- | ----------------- | ---------- |
| Num        | Coureuse          | Pos        |
| 141        | Linda Indergand   | 16e        |
| 142        | Sina Frei         | 10e        |
| 143        | Caroline Baur     | 27e        |
| 144        | Alessandra Keller | 38e        |
| 145        | Jolanda Neff      | 4e         |
| 146        | Aline Seitz       | 62e        |

| BeCycling Regional Team ___ | BeCycling Regional Team ___ | BeCycling Regional Team ___ |
| --------------------------- | --------------------------- | --------------------------- |
| Num                         | Coureuse                    | Pos                         |
| 151                         | Ronja Blöchlinger (SUI)     | 51e                         |
| 152                         | Nicole Koller (SUI)         | 30e                         |
| 153                         | Lara Krähemann (SUI)        | 31e                         |
| 154                         | Annika Liehner (SUI)        | 49e                         |
| 155                         | Andrea Waldis (SUI)         | 29e                         |
| 156                         | Linda Zanetti (SUI)         | 33e                         |

| Velo 67 ___ | Velo 67 ___            | Velo 67 ___ |
| ----------- | ---------------------- | ----------- |
| Num         | Coureuse               | Pos         |
| 161         | Jutta Stienen (SUI)    | 73e         |
| 162         | Judith Gerber (SUI)    | 75e         |
| 163         | Michelle Schätti (SUI) | AB-1        |
| 164         | Daniela Schwarz (SUI)  | 69e         |
| 165         | Michelle Stark (SUI)   | 71e         |
| 166         | Aglaia Forrer (SUI)    | AB-2        |